# Qatar ai Giochi della XXX Olimpiade
Il Qatar ha partecipato ai Giochi della XXX Olimpiade di Londra, che si sono svolti dal 27 luglio al 12 agosto 2012, con una delegazione di 12 atleti.
Dopo i Giochi Olimpici di Pechino 2008 il Qatar era una delle uniche tre nazioni assieme all'Arabia Saudita e al Brunei a non aver mai inviato un'atleta di sesso femminile ai Giochi olimpici, tuttavia nel 2010 il Comitato Olimpico del Qatar annunciò che sperava di inviare fino a quattro atlete a competere nelle gare di tiro e scherma. Nel 2012 il Qatar annunciò quindi che quattro atlete avrebbero fatto parte della sua delegazione: Nada Arkaji nel nuoto,, Noor Al-Malki nell'atletica leggera, Bahiya Al-Hamad nel tiro e Aya Majdi nel tennis tavolo. La prima donna qatariota ad aver partecipato a una competizione olimpica è stata Bahiya Al-Hamad, già portabandiera durante la cerimonia d'apertura.

## Medaglie

### Medagliere per discipline
| Sport                       | Oro | Argento | Bronzo | Totale |
| --------------------------- | --- | ------- | ------ | ------ |
| Tiro ("a volo" + "a segno") | 0   | 0       | 1      | 1      |
| Atletica Leggera            | 0   | 0       | 1      | 1      |
| Totale                      | 0   | 0       | 2      | 2      |

### Medaglie di bronzo
| Medaglia | Nome               | Sport            | Evento                 |
| -------- | ------------------ | ---------------- | ---------------------- |
| Bronzo   | Nasser Al-Attiyah  | Tiro a volo      | Skeet maschile         |
| Bronzo   | Mutaz Essa Barshim | Atletica leggera | Salto in alto maschile |

## Atletica leggera
Gare maschili
Eventi su pista e su strada
| Atleta                   | Gara     | Batterie | Batterie | Quarti | Quarti | Semifinali | Semifinali | Finale          | Finale          |
| Atleta                   | Gara     | Tempo    | Pos.     | Tempo  | Pos.   | Tempo      | Pos.       | Tempo           | Pos.            |
| ------------------------ | -------- | -------- | -------- | ------ | ------ | ---------- | ---------- | --------------- | --------------- |
| Musaeb Abdulrahman Balla | 800 m    | 1'46"37  | 2º Q     | N.D.   | N.D.   | 1'47"52    | 7º         | Non qualificato | Non qualificato |
| Mohamad Al-Garni         | 1500 m   | 3'39"67  | 5º Q     | N.D.   | N.D.   | 3'36"78    | 9º         | Non qualificato | Non qualificato |
| Hamza Driouch            | 1500 m   | 3'39"67  | 2º Q     | N.D.   | N.D.   | 3'49"40    | 11º        | Non qualificato | Non qualificato |
| Mohammed Abduh Bakhet    | Maratona | N.D.     | N.D.     | N.D.   | N.D.   | N.D.       | N.D.       | 2h25'17"        | 68º             |

Eventi su campo
| Atleta             | Evento        | Qualificazioni | Qualificazioni | Finale | Finale    |
| Atleta             | Evento        | Misura         | Posizione      | Misura | Posizione |
| ------------------ | ------------- | -------------- | -------------- | ------ | --------- |
| Mutaz Essa Barshim | Salto in alto | 2,26           | 3º q           | 2,29   |           |

Gare femminili
| Atleta        | Gara  | Batterie | Batterie | Quarti          | Quarti          | Semifinali      | Semifinali      | Finale          | Finale          |
| Atleta        | Gara  | Tempo    | Pos.     | Tempo           | Pos.            | Tempo           | Pos.            | Tempo           | Pos.            |
| ------------- | ----- | -------- | -------- | --------------- | --------------- | --------------- | --------------- | --------------- | --------------- |
| Noor Al-Malki | 100 m | DNF      | DNF      | Non qualificata | Non qualificata | Non qualificata | Non qualificata | Non qualificata | Non qualificata |

## Nuoto
Il Qatar ha guadagnato un'"Universality places" dalla Federazione internazionale del nuoto.
Gare maschili
| Atleta      | Gara            | Batteria | Batteria  | Semifinale | Semifinale | Finale          | Finale          |
| Atleta      | Gara            | Tempo    | Posizione | Tempo      | Posizione  | Tempo           | Posizione       |
| ----------- | --------------- | -------- | --------- | ---------- | ---------- | --------------- | --------------- |
| Ahmed Atari | 400 metri misti | 5'21"30  | 36º       | N.D.       | N.D.       | Non qualificato | Non qualificato |

Gare femminili
| Atleta      | Gara                  | Batteria | Batteria  | Semifinale      | Semifinale      | Finale          | Finale          |
| Atleta      | Gara                  | Tempo    | Posizione | Tempo           | Posizione       | Tempo           | Posizione       |
| ----------- | --------------------- | -------- | --------- | --------------- | --------------- | --------------- | --------------- |
| Nada Arkaji | 50 metri stile libero | 30"89    | 58ª       | Non qualificata | Non qualificata | Non qualificata | Non qualificata |

## Tennistavolo
Gare femminili
| Atleta    | Gara    | Preliminari          | Primo turno          | Secondo turno        | Terzo turno          | Quarto turno         | Quarti di finale     | Semifinale           | Finale               | Finale          |
| Atleta    | Gara    | Avversario Risultato | Avversario Risultato | Avversario Risultato | Avversario Risultato | Avversario Risultato | Avversario Risultato | Avversario Risultato | Avversario Risultato | Posizione       |
| --------- | ------- | -------------------- | -------------------- | -------------------- | -------------------- | -------------------- | -------------------- | -------------------- | -------------------- | --------------- |
| Aya Majdi | Singolo | Zhang Mo P 0 – 4     | Non qualificata      | Non qualificata      | Non qualificata      | Non qualificata      | Non qualificata      | Non qualificata      | Non qualificata      | Non qualificata |

## Tiro
Il Qatar si è qualificata nelle seguenti competizioni:
Gare maschili
| Atleta            | Evento      | Qualificazione | Qualificazione | Finale          | Finale          |
| Atleta            | Evento      | Punteggio      | Classifica     | Punteggio       | Classifica      |
| ----------------- | ----------- | -------------- | -------------- | --------------- | --------------- |
| Rashid Al-Athba   | Trap        | 121            | 10º            | Non qualificato | Non qualificato |
| Rashid Al-Athba   | Double trap | 136            | 7º             | Non qualificato | Non qualificato |
| Nasser Al-Attiyah | Skeet       | 121            | 4º             | 144 S/O 6       |                 |

Gare femminili
| Atleta          | Evento                      | Qualificazione | Qualificazione | Finale          | Finale          |
| Atleta          | Evento                      | Punteggio      | Classifica     | Punteggio       | Classifica      |
| --------------- | --------------------------- | -------------- | -------------- | --------------- | --------------- |
| Bahiya Al-Hamad | Carabina 50m 3 posizioni    | 555            | 46ª            | Non qualificata | Non qualificata |
| Bahiya Al-Hamad | Carabina 10m aria compressa | 395            | 17ª            | Non qualificata | Non qualificata |